# 定陶镇
定陶镇是中国山东省菏泽市定陶区下辖的一个镇。

## 行政区划
定陶镇下辖东城社区、北城社区、西城社区、南城社区、城关社区、建华社区、王洪庙村、西王楼村、郑庄村、崔庄村、固刘村、吴河村、付庄村、工厂李村、孙庄村、董河村、郜庄村、朱楼村、田楼村、孔连坑村、孔书庄村、李竹匠村、玉皇庙村、耿赵庄村、八大寨村、魏庙村、王店村、刘楼村、马纪庄村、甄王庄村、马店村、罗庄村、观堂村、前杨楼村、聂庄村、李庄村、后杨楼村、司集村、许庄村、牛楼村、石庄村、王庙村、魏胡同村、铁渠庙村、吴庄村、东王楼村、姚庄村、戚庄村。